# Georges Bortoli
Pour les articles homonymes, voir Bortoli.
Georges Bortoli, né le 28 juin 1923 à Casablanca et mort le 13 juillet 2010 à Clamart,, à 87 ans, est un journaliste français de presse écrite puis télévisée, correspondant à l’étranger, éditorialiste et spécialiste des relations internationales.

## Biographie

### Carrière
À la fin de la Seconde Guerre mondiale,  Georges Bortoli commence sa carrière à Tunis et se consacre pendant une dizaine d'années aux problèmes de l'Afrique du Nord et du Tiers monde. Vers la fin des années 1950, il se tourne vers la télévision et devient entre autres l'un des présentateurs du journal télévisé de la RTF à Paris. À partir des années 1960, Georges Bortoli s'impose comme un spécialiste de l'Union soviétique et est en particulier correspondant de l'ORTF puis d'Antenne 2 à Moscou pendant plusieurs années. Il est par la suite et pendant plusieurs décennies un éditorialiste des relations internationales.

### Vie privée
Georges Bortoli est marié avec Catherine, d'origine russe et qui lui a appris à parler couramment le russe, il a trois enfants : Anne (1952), Stéphane (1956) et Catherine (1965).

## Ouvrage
- Vivre à Moscou, 1969.
- Mort de Staline, 1973.
- Voir Moscou et Leningrad, 1974.
- Voir la Yougoslavie, 1978.
- Douze Russes et un Empire : Mille ans d'Histoire, 1980.
- La Cour des grands : les coulisses des sommets, 1991.
- Une si longue bienveillance : Les Français et l'URSS 1944-1991, 1994.